# United States Coast Guard Band
L'United States Coast Guard Band est l'orchestre de l'United States Coast Guard, l'une des cinq branches des forces armées des États-Unis. Elle est basée à New London dans le Connecticut.

## Histoire
En mars 1925, la Coast Guard Band est créée grâce à l'association du lieutenant Charles Benter, directeur de l'United States Navy Band, de Walter Damrosch de l'orchestre philharmonique de New York et de John Philip Sousa, l'ancien chef de musique de l'United States Marine Band.
Quarante ans plus tard, le président Lyndon B. Johnson signe une Congressional legislation instituant le fait que l'United States Coast Guard Band est l'orchestre permanent et officiel du corps de l'United States Coast Guard.

## Activités
Les activités de l'United States Coast Guard Band ont été grandement diversifiées depuis 1965. À l'origine, il s'agissait d'un petit groupe de musique militaire localisé à l'United States Coast Guard Academy, utilisé principalement à des fins locales, majoritairement les cérémonies quotidiennes. De nos jours[Quand ?], elle représente l'United States Coast Guard à travers le monde, en réalisant des tournées dans différents pays, comme en Union soviétique ou en Angleterre.
Elle peut également servir lors de cérémonies officielles impliquant le président des États-Unis, le secrétaire à la Sécurité intérieure des États-Unis dont il dépend ou encore d'autres personnalités du gouvernement américain.

## Organisation
D'après l'USCG, nombre des musiciens qui composent cet orchestre sont des musiciens formés dans des conservatoires tels ceux de la Juilliard School, d'Eastman ou encore du New England Conservatory of Music.
Portant les uniformes réglementaires de la garde côtière, les musiciens sont autorisés à porter une tenue de cérémonie particulière. Une tenue de concert propre à cette unité existe également, faite de blanc et de bleu.
Elle tient garnison à New London dans le Connecticut.

## Galerie

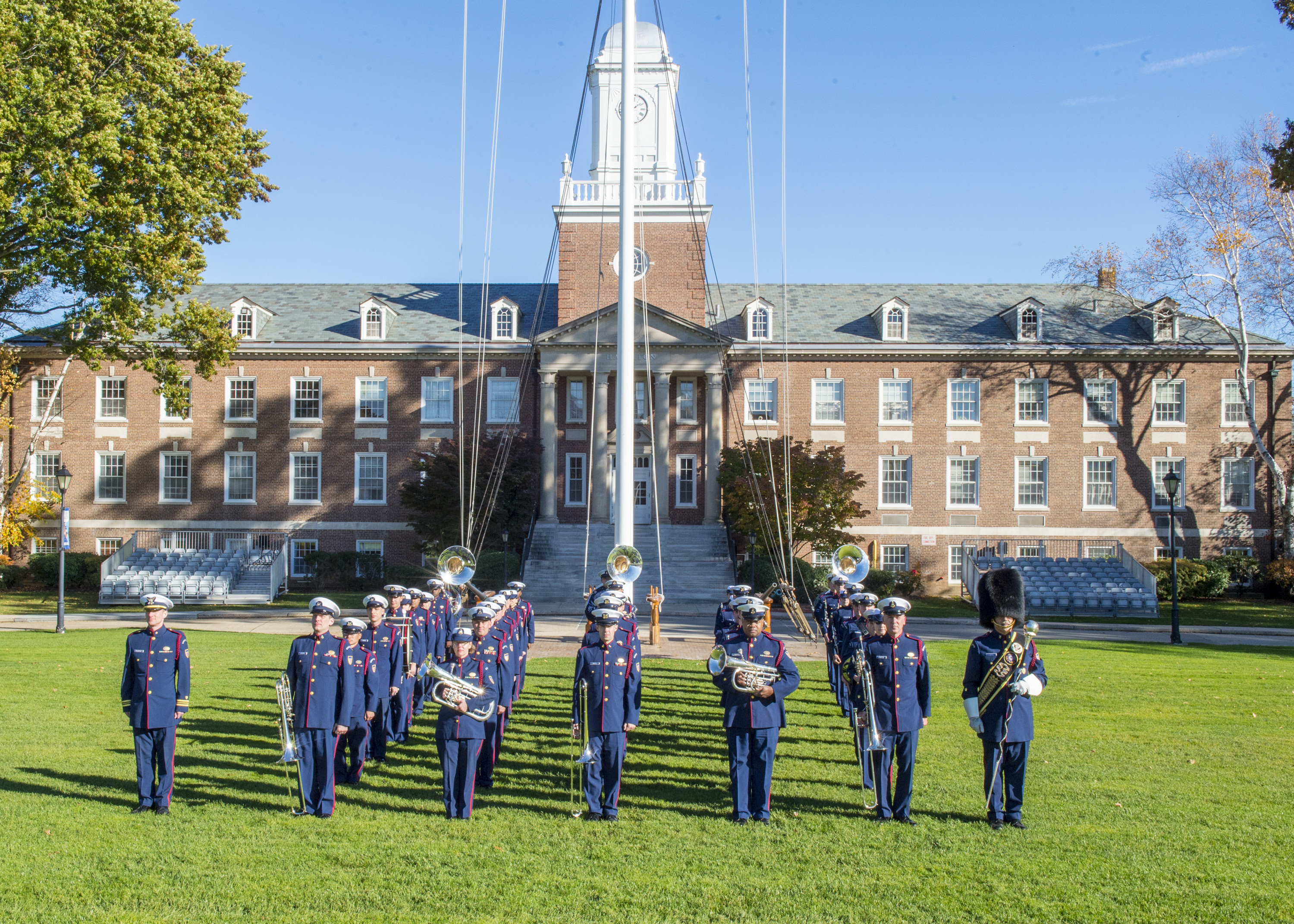
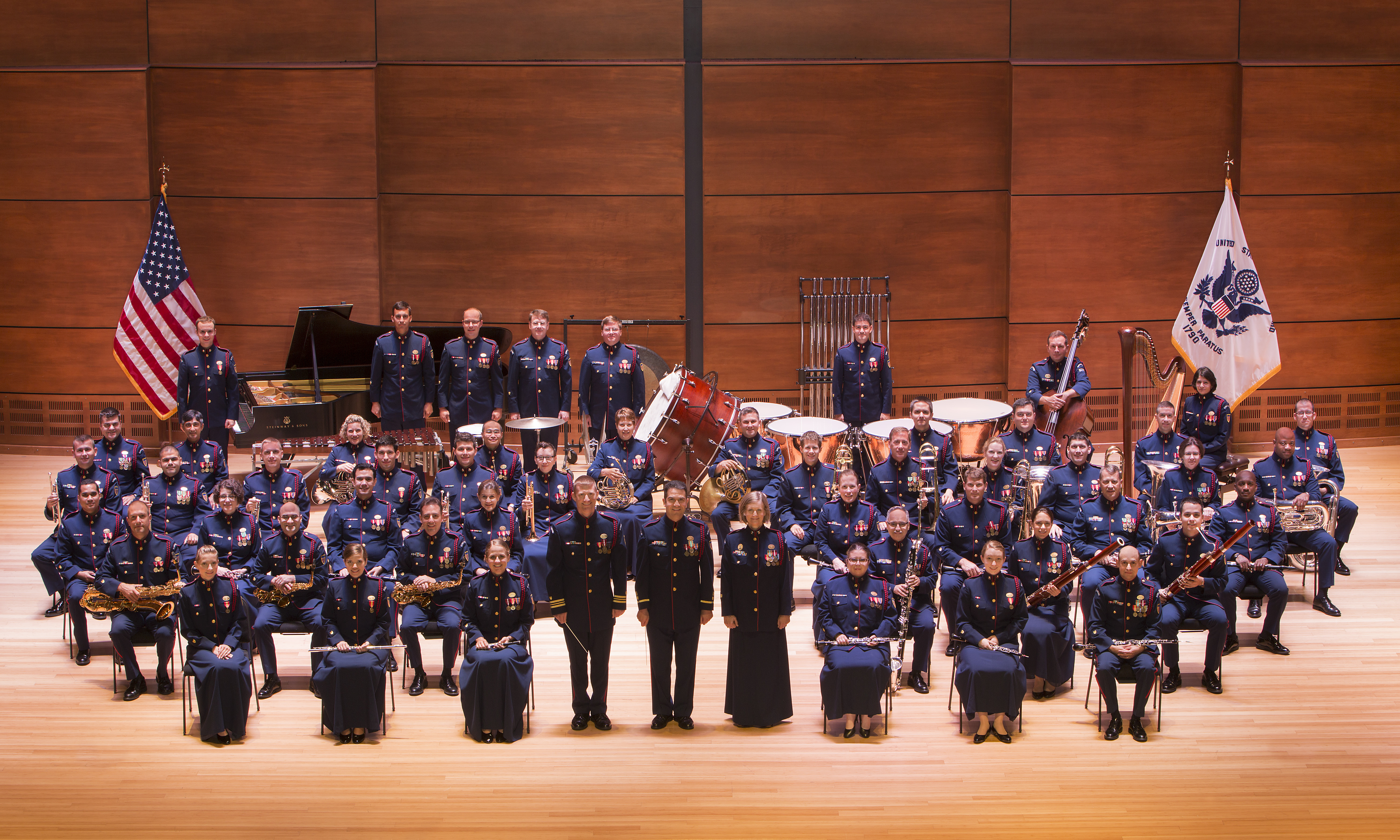
L'United States Coast Guard Band au complet.
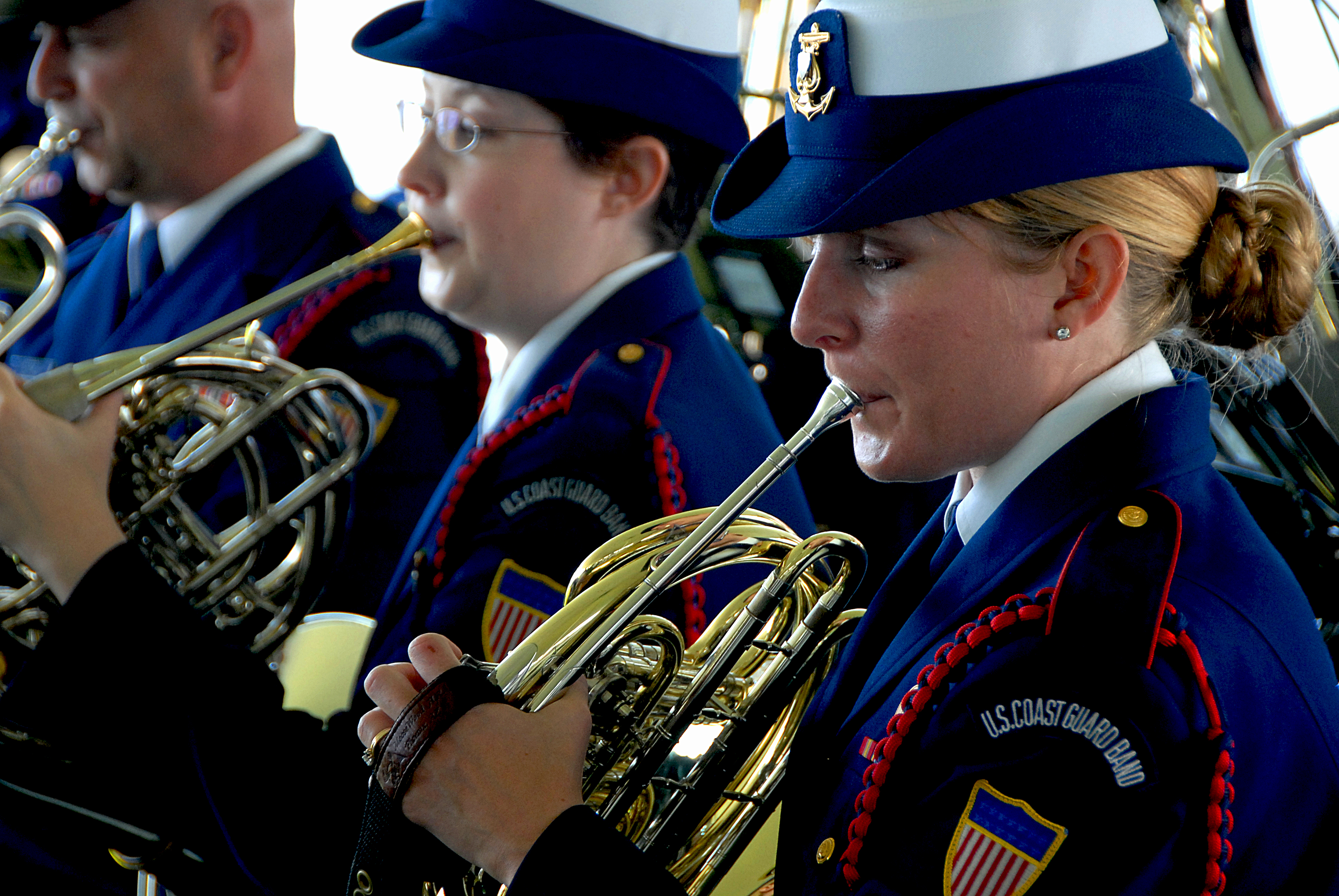
Cornistes de l'USCGB en 2008
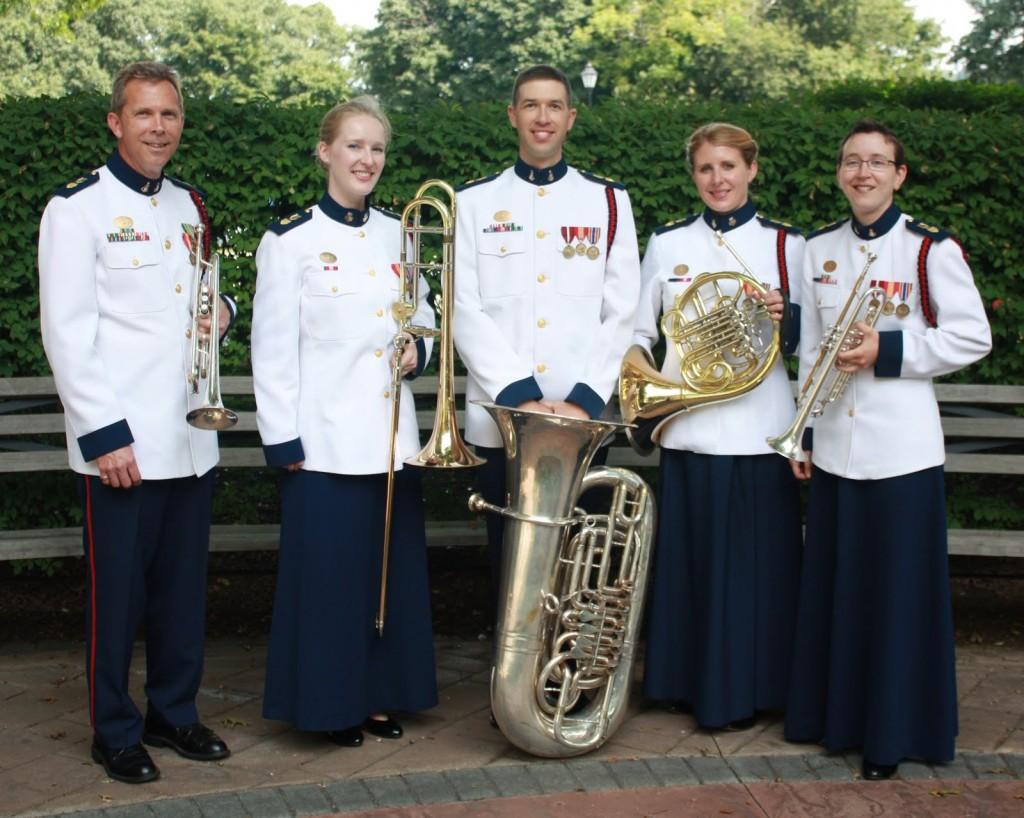
Le quintette de cuivres.
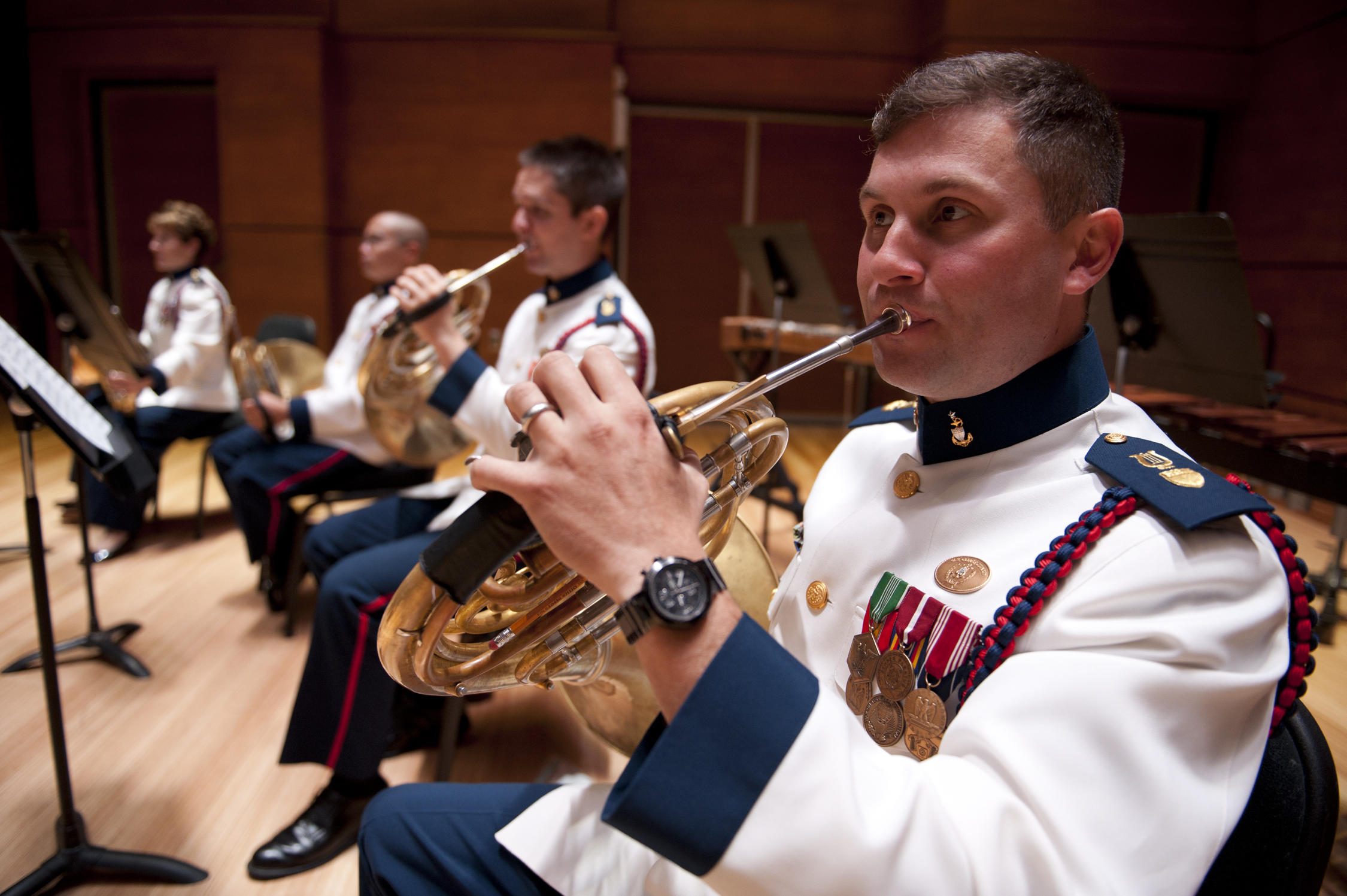
Corniste en tenue de concert.